# Poroliodes farinosus
Poroliodes farinosus är en kvalsterart som först beskrevs av Koch 1839.  Poroliodes farinosus ingår i släktet Poroliodes och familjen Neoliodidae. Inga underarter finns listade i Catalogue of Life.